# Judite de Flandres, Condessa da Nortúmbria
Judite de Flandres (1035 — 5 de março de 1094), foi condessa da Nortúmbria pelo seu primeiro casamento com Tostigo, Conde de Nortúmbria, e em seguida, tornou-se duquesa da Baviera pelo seu segundo casamento com Guelfo I, duque da Baviera. Sua sobrinha foi Matilde de Flandres, rainha consorte de Guilherme, o Conquistador, que era primo de Judite
Era a proprietária de muitos livros e manuscritos iluminados, os quais legou à Abadia de Weingarten.

## Família
Judite nasceu por volta de 1033 em Bruges como filha única de Balduíno IV, conde de Flandres com sua segunda esposa, Leonor da Normandia, que era filha de Ricardo II da Normandia e Judite da Bretanha. Tinha um meio-irmão mais velho, Balduíno V, conde de Flandres, que sucedeu seu pai após a sua morte ocorrida quando tinha cerca de dois anos (alguns estudiosos argumentam que seu pai era Balduíno V, não Balduíno IV). Sua sobrinha era Matilde de Flandres que se casou com Guilherme, o primeiro rei normando da Inglaterra, conhecido na história como "Guilherme, o Conquistador". O rei da Inglaterra era o primeiro primo de Judite, sendo um filho de seu tio materno, Roberto I da Normandia.

## Primeiro casamento
Numa data desconhecida antes de setembro de 1051, casou-se com seu primeiro marido, Tostigo, filho de Goduíno, Conde de Wessex, além de irmão do rei inglês, Haroldo Godwineson, e de Edite de Wessex, consorte do rei Eduardo, o Confessor. Em setembro de 1051, foi forçada a fugir da Inglaterra para Bruges, junto com seu marido e sogros, depois Tostigo juntou-se a rebelião armada de seu pai contra o rei Eduardo, o Confessor; no entanto, eles voltaram para casa no ano seguinte.
Foi criado conde de Nortúmbria, em 1055, tornando Judite sua condessa a partir dessa data. Seu casamento distinto com Judite ajudou Tostigo a garantir o condado. Juntos, eles tiveram filhos cujos nomes e números não são registrados. Foram descritos no Vida do Rei Eduardo como "desmamados", no momento da morte de seu pai.
Foi descrita como uma "mulher piedosa e curiosa"; sua piedade foi expressa em muitos presentes e doações que fez à Igreja de São Cuteberto em Durham, que incluiu latifúndios e um crucifixo ornamentado. Este último supostamente foi um presente para apaziguar o santo depois que ela desafiou a decisão de São Cuteberto que proíbe as mulheres de entrar na catedral, que abrigava suas relíquias. Irritada que as mulheres não tinham permissão para colocar os pés dentro da igreja e desejando adorar seu túmulo, tinha decidido colocar a proibição de Cuteberto à prova, ordenando uma mulher a entrar e ver quais repercussões seguiriam por quebrar o santo decreto (Judite tinha planejado ir após o retorno seguro desta última); quando a mulher estava prestes a entrar no cemitério, foi atingida por uma força súbita e violenta de vento que a deixou enferma e, eventualmente, a matou. Judite, como resultado do medo supersticioso, teve o crucifixo feito especialmente para o santuário de São Cuteberto. Ao longo de sua vida, recolheu e encomendou muitos livros e manuscritos iluminados, alguns dos quais sobreviveram, incluindo os Evangelhos da Condessa Judite, que estão atualmente alojados em Pierpont Morgan Library, em Nova Iorque. Estes foram escritos e iluminados por escribas e artistas ingleses gravarem à posteridade a generosidade de Judite para a Igreja.
Em outubro de 1065, a Nortúmbria levantou-se em rebelião contra o governo de Tostigo. Depois que seu irmão Haroldo persuadiu o rei Eduardo a aceitar as exigências feitas pelos rebeldes, houve um confronto amargo entre os dois irmãos, com Tostigo acusando Haroldo de fomentar a rebelião. Em novembro, Tostigo foi proibido pelo rei Eduardo, e Judite, juntamente com seu marido e filhos, foi obrigado a procurar refúgio com seu meio-irmão em Flandres no mês seguinte. Conde Balduíno nomeou Tostigo como castelão de Saint-Omer. Em maio de 1066, após a sucessão de Haroldo ao trono inglês em janeiro, voltou à Inglaterra com uma frota fornecida por Balduíno para se vingar de seu irmão. Formou uma aliança com rei Haroldo III da Noruega, mas foram mortos em 25 de setembro de 1066 na Batalha de Stamford Bridge pelas forças do Rei Haroldo.
Após a morte de seu marido, em Stamford Bridge, Judite mudou-se para a Dinamarca. Presume-se que trouxe seus filhos "desmamados" consigo para a Dinamarca; no entanto, nada certo é conhecido de seus destinos subsequentes. Um par de sagas de reis noruegueses, Fagrskinna e Morkinskinna, identificam Skuli Konungsfóstri, linha ancestral masculina do rei Ingo II da Noruega, como filho de Tostigo, mas Heimskringla lhe dá origem diferente. Nem o nome de Judite como sua mãe. Menos de um mês após a morte de Tostigo, o cunhado de Judite foi morto na Batalha de Hastings pelo exército normando liderado por seu primo, Guilherme, o Conquistador, que posteriormente viria a reinar como Guilherme I de Inglaterra.

## Segundo casamento

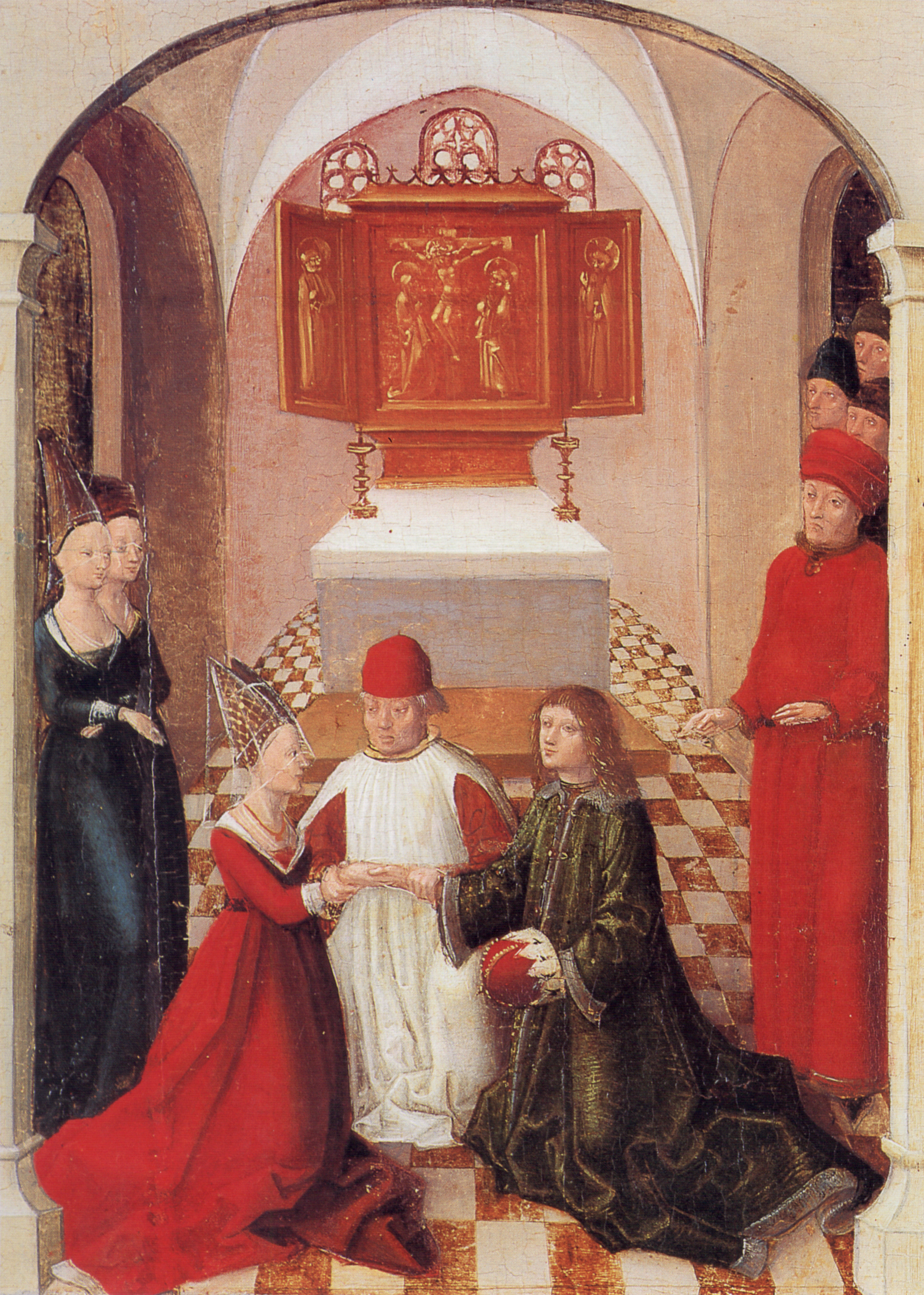
Weingartener Heilig-Blut-Tafel, 1489; Landesmuseum Württemberg, Estugarda. 21: Judite de Flandres se casa com Guelfo IV de Altdorf.

Em 1071, quando tinha 38 anos de idade, casou-se com seu segundo marido, Guelfo I da Baviera, que se divorciou de sua esposa sem filhos, Etheridge von Northeim em 1070. Após seu casamento, tornou-se a duquesa da Baviera; no entanto, em 1077, seu marido foi privado de seu título, e não o recuperou até 1096, dois anos após sua morte.
Fizeram a sua casa principal no castelo de Ravensburg e juntos tiveram dois filhos e uma filha:
- Guelfo II, Duque da Baviera (1072 – 24 de setembro de 1120), casou-se com Matilda da Toscana, mas a união não gerou descendência.
- Henrique IX (1074 – 13 de dezembro de 1126), casou-se com Wulfhild da Saxônia, com quem teve sete filhos.
- Kunizza da Baviera (morta em 6 de março de 1120), casou-se com Frederico Rocko, Conde de Diesen.

## Morte
Judite morreu no dia 5 de março de 1094 e foi enterrada no Mosteiro de São Martinho, a abadia beneditina que tinha sido construída pelo duque Guelfo na Martinsburg em Weingarten, e tinha recebido seu mecenato. Também tinha legado sua magnífica biblioteca e uma relíquia do Sangue de Cristo à abadia. O Chronicon de Bernold registrou a morte como "1094 1V Non Mar of Iuditha uxor ducis Welfonis Baioariae" e seu posterior sepultamento. Seu marido duque Guelfo morreu em 1101 no Chipre quando regressava a casa da Primeira Cruzada.

## Na ficção
Aparece como um personagem na novela de Georgette Heyer "The Conqueror" e no romance histórico de Jean Plaidy The Bastard King; no entanto, em ambos, ela é retratada incorretamente como irmã de Matilda de Flandres.